# Китчи (футбольный клуб)
«Китчи» (кит. 傑志體育會) — футбольный клуб из Гонконга. Образован в 1931 году. Базируется в районе Цзюлун. Домашние матчи проводит на арене: «Вонкок стэдиум». В настоящий момент выступает в Премьер-лиге Гонконга. Девятикратный чемпион Гонконга.

## История

### Основание
В конце 20-х годов 20 века группа гонконгцев сформировала футбольную команду для участия в Третьем дивизионе Чемпионата Гонконга. Однако только в 1931 году команда была окончательно сформирована как спортивный клуб «Китчи».
«Китчи» был основан как общественная организация, поэтому им не хватало средств для оплаты административных и иных необходимых расходов, чтобы стать мультиспортивным клубом. Только в 1934 году клуб смог собрать деньги, чтобы арендовать офис, после этого он был принят в Футбольную ассоциацию Гонконга (HKFA).

### Вторая мировая война
В 1939 году японцы в ходе Японо-китайской войны непредумышленно нанесли бомбовый удар по территории Гонконга. Все записи клуба за то время были уничтожены.
Во время Войны Гонконг 25 декабря 1941 года попал под оккупацию, и клуб приостановил свою деятельность на три года и восемь месяцев.
После японской капитуляции в августе 1945 года бывшие члены команды вернулись в Гонконг с целью возродить гонконгский футбол.

### Послевоенные годы
После окончания войны «Китчи» в 1947 году был допущен в Первый дивизион, где сразу сумел выиграть чемпионат и завоевать свой первый большой трофей. До 1964 года клуб еще дважды сумел выиграть Чемпионат Гонконга, а также завоевать несколько различных кубков. В этот период «Китчи» смог раскрыть таланты таких игроков как Иу Чхёкинь и Лам Шёнйи ставшими легендами гонконгского футбола. Иу привел клуб к его первым двум чемпионским титулам, а позже его даже называли «Сокровище футбола Гонконга». Лам провел в «Китчи» в итоге 14 лет, с двумя перерывами, и при его участии были завоеваны все трофеи команды с 1948 по 1964 годы.

### Забвение до конца века
В сезоне 1965/66 «Китчи» выиграл только одну игру, и четыре свел вничью, заняв предпоследнее место в таблице чемпионата. Клуб покинул высший дивизион Гонконга после семнадцатилетнего пребывания в нем. А в следующем сезоне «Китчи» опустился в Третий дивизион впервые за 30 лет.
В конце 80-х годов президентом клуба стал Лоу Динчунь. Он начал модернизацию клуба, в том числе всем игрокам были оформлены медстраховки, чтобы игроки не думали о травмах во время игры. Его изменения принесли результат и «Китчи» вернулся во Второй дивизион.
В сезоне 1991/92 «Китчи» выиграл чемпионат Второго дивизиона, и спустя 26 лет вернулся на высший футбольный уровень гонконгского футбола. В составе команды в тот период выступали многие будущие игроки сборной Гонконга, такие как Яу Киньвай, Чун Хоуинь, Ён Хэйчи, Ён Чинкуон, Дейл Темпест и бывший игрок сборной Англии Марк Барэм. Китчи провел три сезона в Первом дивизионе, пока в конце сезона 1994/95 не вылетел вместе с клубом «Кхёйтхан».

### Новая золотая эра
@Диего форлан

## Достижения
- Премьер лига/Первый дивизион Гонконга[a]:
  - Чемпион (9): 1947/48, 1949/50, 1963/64, 2010/11, 2011/12, 2013/14, 2014/15, 2016/17, 2017/18
  - Вице-чемпион (7): 1952/53, 1954/55, 1956/57, 2003/04, 2006/07, 2008/09, 2012/13, 2015/16
- Гонконг Сеньор Шилд:
  - Обладатель (6): 1949/50, 1953/54, 1959/60, 1963/64, 2005/06, 2016/17
  - Финалист (6): 1948/49, 1951/52, 1955/56, 2007/08, 2009/10, 2014/15
- Кубок футбольной ассоциации Гонконга:
  - Обладатель (5): 2011/12, 2012/13, 2014/15, 2016/17, 2017/18
  - Финалист (2): 2003/04, 2013/14
- Кубок лиги Гонконга:
  - Обладатель (6): 2005/06, 2006/07, 2011/12, 2014/15, 2015/16, 2017/18
- Суперкубок Гонконга:
  - Обладатель (3): 2009, 2017, 2018

1. ↑  После своего формирования в 2014 году, Премьер лига Гонконга стала высшим уровнем футбольного соревнования в Гонконге. А Первый дивизион и Второй дивизион соответственно расположились на втором и третьем уровнях футбольной иерархии Гонконга.

## Выступления в континентальных соревнованиях
| Сезон | Соревнование       | Раунд           | Соперник             | Дома             | На выезде | Итог    |
| ----- | ------------------ | --------------- | -------------------- | ---------------- | --------- | ------- |
| 2008  | Кубок АФК          | Группа Е        | ФК ВС Сингапура      | 0:2              | 0:4       | 3 место |
| 2008  | Кубок АФК          | Группа Е        | Нью Рэдиант          | 2:0              | 1:2       | 3 место |
| 2008  | Кубок АФК          | Группа Е        | Перак                | 2:2              | 1:2       | 3 место |
| 2012  | Кубок АФК          | Группа F        | Тампинс Роверс       | 3:1              | 0:0       | 1 место |
| 2012  | Кубок АФК          | Группа F        | Tренгану             | 2:2              | 2:0       | 1 место |
| 2012  | Кубок АФК          | Группа F        | Сонглам Нгеан        | 2:0              | 0:1       | 1 место |
| 2012  | Кубок АФК          | 1/8             | Арема                | 0:2              |           |         |
| 2013  | Кубок АФК          | Группа Е        | Черчилл Бразерс      | 3:0              | 4:0       | 2 место |
| 2013  | Кубок АФК          | Группа Е        | Уорриорс             | 5:0              | 4:2       | 2 место |
| 2013  | Кубок АФК          | Группа Е        | Семен                | 1:2              | 1:3       | 2 место |
| 2013  | Кубок АФК          | 1/8             | Келантан             | 2:0              |           |         |
| 2013  | Кубок АФК          | 1/4             | Аль-Файсали          | 1:2              | 1:2       | 2:4     |
| 2014  | Кубок АФК          | Группа H        | Тампинс Роверс       | 4:0              | 5:0       | 1 место |
| 2014  | Кубок АФК          | Группа H        | Пуна                 | 2:2              | 0:2       | 1 место |
| 2014  | Кубок АФК          | Группа H        | Нейпьидо             | 2:0              | 2:1       | 1 место |
| 2014  | Кубок АФК          | 1/8             | Арема                | 2:0              |           |         |
| 2014  | Кубок АФК          | 1/4             | Ниньбинь             | 0:1              | 4:2       | 4:3     |
| 2014  | Кубок АФК          | 1/2             | Эрбиль               | 1:2              | 1:1       | 2:3     |
| 2015  | Лига чемпионов АФК | 2-й квал. раунд | Чонбури              | 1:4              |           |         |
| 2015  | Кубок АФК          | Группа F        | Балестье Халса       | 3:0              | 2:1       | 2 место |
| 2015  | Кубок АФК          | Группа F        | Ист Бенгал           | 2:2              | 1:1       | 2 место |
| 2015  | Кубок АФК          | Группа F        | Джохор               | 2:0              | 0:2       | 2 место |
| 2015  | Кубок АФК          | 1/8             | Персиб               | 2:0              |           |         |
| 2015  | Кубок АФК          | 1/4             | Аль-Кувейт           | 0:6              | 1:1       | 1:7     |
| 2016  | Лига чемпионов АФК | 2-й квал. раунд | T&T                  | 0:1              |           |         |
| 2016  | Кубок АФК          | Группа F        | Кая                  | 1:0              | 1:0       | 1 место |
| 2016  | Кубок АФК          | Группа F        | Балестье Халса       | 4:0              | 0:1       | 1 место |
| 2016  | Кубок АФК          | Группа F        | Нью Рэдиант          | 0:0              | 2:0       | 1 место |
| 2016  | Кубок АФК          | 1/8             | Бенгалуру            | 2:3              |           |         |
| 2017  | Лига чемпионов АФК | 2-й квал. раунд | Ханой                | 3:2 (в доп. вр.) |           |         |
| 2017  | Лига чемпионов АФК | Раунд плей-офф  | Ульсан Хёндэ         | 1:1 (3:4 п)      |           |         |
| 2018  | Лига чемпионов АФК | Группа Е        | Тяньцзинь Цюаньцзянь | 0:1              | 0:3       | 4 место |
| 2018  | Лига чемпионов АФК | Группа Е        | Чонбук Хёндэ Моторс  | 0:6              | 0:3       | 4 место |
| 2018  | Лига чемпионов АФК | Группа Е        | Касива Рейсол        | 1:0              | 0:1       | 4 место |
| 2019  | Лига чемпионов АФК | 2-й квал. раунд | Перак                | 1:1 (5:6 п)      |           |         |
| 2019  | Кубок АФК          | Группа I        | Тайпоу               | 2:4              | 3:3       | 2 место |
| 2019  | Кубок АФК          | Группа I        | 25 апреля            | 1:0              | 0:2       | 2 место |
| 2019  | Кубок АФК          | Группа I        | Хон Юн               | 3:0              | 2:1       | 2 место |